# Редвотер (Тексас)
Редвотер (енгл. Redwater) град је у америчкој савезној држави Тексас. По попису становништва из 2010. у њему је живело 1.057 становника.

## Демографија
Према попису становништва из 2010. у граду је живело 1.057 становника, што је 185 (21,2%) становника више него 2000. године.
| Група             | 2000.       | 2010.       |
| Белци             | 752 (86,2%) | 902 (85,3%) |
| Афроамериканци    | 87 (10,0%)  | 106 (10,0%) |
| Азијати           | 0 (0,0%)    | 2 (0,2%)    |
| Хиспаноамериканци | 11 (1,3%)   | 21 (2,0%)   |
| Укупно            | 872         | 1.057       |